# 清水虎尾
清水 虎尾（しみず とらお、1895年〈明治28年〉1月30日 - 1968年〈昭和43年〉10月14日）は、大宮市（現・さいたま市）長（第7代）。

## 経歴
埼玉県北足立郡大宮町（のち大宮市、現・さいたま市）に生まれる。1921年（大正10年）中央大学商科卒。卒業後は日清紡績に入り、商務課長を最後に退職した。その後は、材木屋や建築請負を経て、大宮でパン屋を開業した。その後、大宮町役場に入った。勧業課長を務めた。1938年（昭和13年）大宮町助役となり、市制施行に尽力した。1941年（昭和16年）1月20日から1943年（昭和18年）9月17日まで大宮市助役を務めた。

### 1947年大宮市長選挙
1947年（昭和22年）の大宮市長選挙に日本自由党公認で立候補したが、社会党公認の津川辰政に敗れた。
※当日有権者数：44,946人 最終投票率：71.30%（前回比：-pts）
| 候補者名   | 年齢 | 所属党派   | 新旧別 | 得票数   | 得票率 | 推薦・支持 |
| ---------- | ---- | ---------- | ------ | -------- | ------ | ---------- |
| 津川辰政   | 55   | 日本社会党 | -      | 15,139票 | 49.2%  | -          |
| 清水虎尾   | 52   | 日本自由党 | 新     | 11,600票 | 37.7%  | -          |
| 望月辰太郎 | 47   | 無所属     | -      | 2,663票  | 8.7%   | -          |
| 三石堅哉   | 33   | 無所属     | -      | 1,376票  | 4.5%   | -          |

1951年（昭和26年）埼玉県議会議員選挙に大宮市選挙区から自由党公認で立候補し、当選した。1期務めた。

### 1955年大宮市長選挙
1955年（昭和30年）大宮市長選挙に再び立候補し、対立候補をわずか659票差で破って当選した。
※当日有権者数：77,202人 最終投票率：83.70%（前回比：5.99pts）
| 候補者名   | 年齢 | 所属党派 | 新旧別 | 得票数   | 得票率 | 推薦・支持 |
| ---------- | ---- | -------- | ------ | -------- | ------ | ---------- |
| 清水虎尾   | 60   | 無所属   | 新     | 31,768票 | 50.5%  | -          |
| 藤倉育太郎 | 54   | 無所属   | -      | 31,109票 | 49.5%  | -          |

同年5月2日に就任した。在任中は大宮市を浦和と並ぶ教育都市に実現させるため心血を注いだ。また、大宮の商圏を近隣まで拡大し、県最大の商業都市へ発展させた。

### 1959年大宮市長選挙
1959年（昭和34年）の市長選挙で再選を目指し、自由民主党公認で立候補したが、日本社会党公認の秦明友に敗れた。
※当日有権者数：91,973人 最終投票率：85.23%（前回比：1.53pts）
| 候補者名 | 年齢 | 所属党派   | 新旧別 | 得票数   | 得票率 | 推薦・支持 |
| -------- | ---- | ---------- | ------ | -------- | ------ | ---------- |
| 秦明友   | 54   | 日本社会党 | 新     | 39,726票 | 51.5%  | -          |
| 清水虎尾 | 64   | 自由民主党 | 前     | 37,481票 | 48.5%  | -          |

同年5月1日に退任した。

### 1963年大宮市長選挙
1963年（昭和38年）に返り咲きを目指して市長選挙に立候補したが、再び秦に敗れて落選した。
※当日有権者数：111,485人 最終投票率：81.19%（前回比：4.04pts）
| 候補者名 | 年齢 | 所属党派   | 新旧別 | 得票数   | 得票率 | 推薦・支持 |
| -------- | ---- | ---------- | ------ | -------- | ------ | ---------- |
| 秦明友   | 58   | 日本社会党 | 現     | 51,409票 | 57.5%  | -          |
| 清水虎尾 | 68   | 自由民主党 | 元     | 38,057票 | 42.5%  | -          |

1968年（昭和43年）、肝臓癌のため死去した。1969年（昭和44年）3月26日に名誉市民に推挙された。2001年（平成13年）に合併によるさいたま市の設置に伴い、さいたま市名誉市民として自動的に顕彰された。